# روز حسابدار
پانزدهم آذر هر سال روز حسابدار در ایران است. این روز در گردهمایی ۱۳ آذر ۱۳۸۶ نهادهای حسابداری ایران شامل انجمن حسابداران خبره ایران، جامعه حسابداران رسمی ایران - به عنوان دو انجمن ایرانی عضو آیفک - انجمن حسابداری ایران، انجمن مدیران مالی، و سازمان حسابرسی به این عنوان نام‌گذاری، و پس از پیگیریهای انجام شده، سرانجام در جلسه مورخ سه‌شنبه، ۲۱ بهمن ۱۳۹۹، شورای فرهنگ عمومی کشور با ثبت پانزدهم آذرماه هر سال به‌عنوان روز حسابدار و درج آن در تقویم رسمی ایران موافقت شد.

## تاریخچه نام‌گذاری
فدراسیون بین‌المللی حسابداران (آیفک) در سی‌امین سال تاسیس‌اش ۲ تا ۸ دسامبر ۲۰۰۷ (برابر با ۱۱ تا ۱۷ آذر ۱۳۸۶) را به عنوان هفته جهانی حسابداری اعلام کرد و از اعضای خود در همه کشورهای جهان خواست آن هفته را به همین نام اعلام کنند و گردهمایی‌ها یا آیین‌های ویژه‌ای را به همین مناسبت تدارک ببینند. در آن سال، انجمن حسابداران خبره ایران ضمن اعلام این خبر همه نهادهای حسابداری ایران را برای تعیین روزی با عنوان روز حسابدار فرا خواند. بر اساس آن فراخوان و نشست‌هایی که سپس بین رهبران انجمن حسابداران خبره ایران، جامعه حسابداران رسمی ایران - به عنوان دو انجمن ایرانی عضو آیفک - انجمن حسابداری ایران، انجمن مدیران مالی، و سازمان حسابرسی تشکیل شد، سرانجام، در گردهمایی ۱۳ آذر ۱۳۸۶ روز ۱۵ آذر هر سال به عنوان روز حسابدار در ایران نام‌گذاری شد.